# توم دوولي (صحفي)
توم دوولي (بالإنجليزية: Tom Dooley)‏ هو صحفي أمريكي، ولد في 1970.